# Aéroport de Tobago
 (septembre 2016).
L'Aéroport International A. N. R. Robinson de Tobago (anciennement Crown Point) (code IATA : TAB • code OACI : TTCP) est un aéroport international situé sur l'île de Tobago en Trinité-et-Tobago. Il est situé dans le sud-ouest de la plus grande partie de l'île, près de la ville de Canaan, et 11 km de la capitale, Scarborough. Il est l'un des deux aéroports internationaux desservant les îles jumelles de la république. L'autre aéroport est situé sur l'île de Trinité, l'aéroport international de Piarco.

## Situation
| Piarco Tobago Base Camden |

## Compagnies aériennes et destinations
| Compagnies         | Destinations                                      |
| ------------------ | ------------------------------------------------- |
| British Airways    | Londres-Gatwick                                   |
| Caribbean Airlines | New York-John F. Kennedy, Port-d'Espagne - Piarco |
| Condor             | Francfort                                         |
| Sunwing Airlines   | En saison: Toronto (Pearson)                      |

Édité  le 09/08/2018